# Talia Gibson
Talia Gibson (Perth, 18 juni 2004) is een tennisspeelster uit Australië. Gibson begon met tennis toen zij vijf jaar oud was. Haar favoriete ondergrond is hardcourt. Zij speelt rechtshandig, met een tweehandige backhand. Zij neemt aan het internationale tennis deel sinds 2019, maar is pas sinds 2022 echt actief.

## Loopbaan

### Enkelspel
Gibson debuteerde in 2019 op het ITF-toernooi van haar geboortestad Perth (Australië). Zij stond in 2022 voor het eerst in een finale, op het ITF-toernooi van Chiang Rai (Thailand) – zij verloor van de Thaise Luksika Kumkhum. Later dat jaar veroverde Gibson haar eerste titel, op het ITF-toernooi van Rancho Santa Fe (VS), door Maria Kozyreva te verslaan. Tot op heden(juli 2025) won zij tien ITF-titels, de meest recente in 2025 in Granby (Canada).
In 2023 speelde Gibson voor het eerst op een WTA-hoofdtoernooi, op het toernooi van Hobart. De week erna had zij haar grandslamdebuut, op het Australian Open waarvoor zij een wildcard had gekregen.
In september 2024 won Gibson twee opeenvolgende ITF-toernooien in Perth (Australië) – daarmee kwam zij binnen op de top 150 van de wereldranglijst.
Haar hoogste notering op de WTA-ranglijst is de 107e plaats, die zij bereikte in juli 2025.

### Dubbelspel
Gibson was in het dubbelspel minder actief dan in het enkelspel, maar behaalde er niettemin (iets) betere resultaten. Zij debuteerde in 2019 op het ITF-toernooi van haar geboortestad Perth (Australië), samen met landgenote Crystal Mildwaters. Zij stond in 2022 voor het eerst in een finale, op het ITF-toernooi van Chiang Rai (Thailand), geflankeerd door landgenote Catherine Aulia – hier veroverde zij haar eerste titel, door het Chinese duo Ma Yexin en Xun Fangying te verslaan. Tot op heden(juli 2025) won zij negen ITF-titels, de meest recente in 2024 in Perth (Australië).
In 2023 speelde Gibson voor het eerst op een WTA-hoofdtoernooi, op het toernooi van Hobart, aan de zijde van landgenote Olivia Gadecki – zij bereikten er de tweede ronde. De week erna had zij ook in het dubbelspel haar grandslamdebuut, op het Australian Open waarvoor zij een wildcard had gekregen samen met landgenote Olivia Tjandramulia.

## Posities op deWTA-ranglijst
Positie per einde seizoen:
| jaar | rang enkelspel | rang dubbelspel |
| ---- | -------------- | --------------- |
| 2020 | 1076           | –               |
| 2021 | 1200           | –               |
| 2022 | 364            | 284             |
| 2023 | 301            | 189             |
| 2024 | 125            | 263             |

## Palmares

### Gewonnen ITF-toernooien enkelspel
| nr. | finale     | toernooi        | dotatie  | ondergrond    | tegenstandster in finale | score          |
| --- | ---------- | --------------- | -------- | ------------- | ------------------------ | -------------- |
| 01. | 2022-06-05 | Rancho Santa Fe | $ 15.000 | hardcourt     | Maria Kozyreva           | 7-6, 3-6, 7-6  |
| 02. | 2022-07-24 | Caloundra       | $ 15.000 | hardcourt     | Destanee Aiava           | 7-6, 6-4       |
| 03. | 2022-07-31 | Caloundra       | $ 15.000 | hardcourt     | Destanee Aiava           | 6-4, 3-2, opg. |
| 04. | 2023-12-03 | Gold Coast      | $ 60.000 | hardcourt     | Olivia Gadecki           | 7-5, 6-2       |
| 05. | 2023-12-24 | Papamoa         | $ 25.000 | hardcourt     | Ivana Popovic            | 7-5, 6-2       |
| 06. | 2024-09-15 | Perth           | $ 75.000 | hardcourt     | Maddison Inglis          | 6-7, 6-1, 6-3  |
| 07. | 2024-09-22 | Perth           | $ 75.000 | hardcourt     | Eri Shimizu              | 6-2, 6-4       |
| 08. | 2024-10-06 | Cairns          | $ 35.000 | hardcourt     | Lizette Cabrera          | 6-2, 7-6       |
| 09. | 2025-04-06 | Nantes          | $ 40.000 | hardcourt (i) | Francesca Curmi          | 3-6, 7-5, 6-1  |
| 10. | 2025-07-20 | Granby          | $ 60.000 | hardcourt     | Fiona Crawley            | 6-3, 6-4       |

## Resultaten grandslamtoernooien
| Legenda | Legenda                          |
| ------- | -------------------------------- |
| g.t.    | geen toernooi gehouden           |
| l.c.    | lagere categorie                 |
| –       | niet deelgenomen                 |
| G       | uitgeschakeld in de groepsfase   |
| 1R      | uitgeschakeld in de eerste ronde |
| 2R      | uitgeschakeld in de tweede ronde |
| 3R      | uitgeschakeld in de derde ronde  |
| 4R      | uitgeschakeld in de vierde ronde |
| KF      | uitgeschakeld in de kwartfinale  |
| HF      | uitgeschakeld in de halve finale |
| F       | de finale verloren               |
| W       | het toernooi gewonnen            |
| w-v     | winst/verlies-balans             |

### Enkelspel
| toernooi        | 2023 |    | 2025 |
| --------------- | ---- | -- | ---- |
| Australian Open | 1R   | 2R |      |
| Roland Garros   | –    | –  |      |
| Wimbledon       | –    | 1R |      |
| US Open         | –    |    |      |

### Vrouwendubbelspel
| toernooi        | 2023 | 2024 | 2025 |
| --------------- | ---- | ---- | ---- |
| Australian Open | 1R   | 1R   | 1R   |
| Roland Garros   | –    | –    | –    |
| Wimbledon       | –    | –    | –    |
| US Open         | –    | –    |      |